# Gold Reef City
Gold Reef City est un parc d'attractions situé à Johannesburg, en Afrique du Sud. Situé sur le terrain d'anciennes mines d'or, le thème général du parc est la ruée vers l'or dans le Witwatersrand. Le parc de 10 hectares se présente par certains aspects comme un véritable écomusée des années 1880. Les employés du parc portent des tenues inspirés de l'époque, les bâtiments sont complètement inspirés de l'architecture typique et l'on y trouve même un musée consacré aux mines d'or.
Ouvert modestement en 1980 par la chambre des mines en tant que musée à ciel ouvert consacré aux mines d'or, le site est développé autour de l'exploration touristique d'une ancienne mine d'or (Shaft 14) à partir de 1984 par la First National Bank. En 1989, le site est racheté par Southern Sun Hotels et Empire Amusements (filiale du groupe Naspers) qui en font un parc à thèmes. En 1999, la compagnie Gold Reef City est créée et reçoit une licence l'autorisant à ouvrir un casino.

## Le parc d'attractions

### Les montagnes russes
| Nom de l'attraction  | Type                       | Constructeur      | Année d'ouverture |
| -------------------- | -------------------------- | ----------------- | ----------------- |
| Anaconda             | Montagnes russes inversées | Giovanola         | 1999              |
| Golden Loop          | Montagnes russes navette   | Anton Schwarzkopf | 1989              |
| Jozi Express         | Montagnes russes en métal  | Zierer            | 2004              |
| Run A Way Mine Train | Montagnes russes E-Powered | Mack Rides        | 2006              |
| Shongololo           | Montagnes russes junior    |                   | 2008              |
| Tower of Terror      | Montagnes russes en métal  | Ronald Bussink    | 2001              |

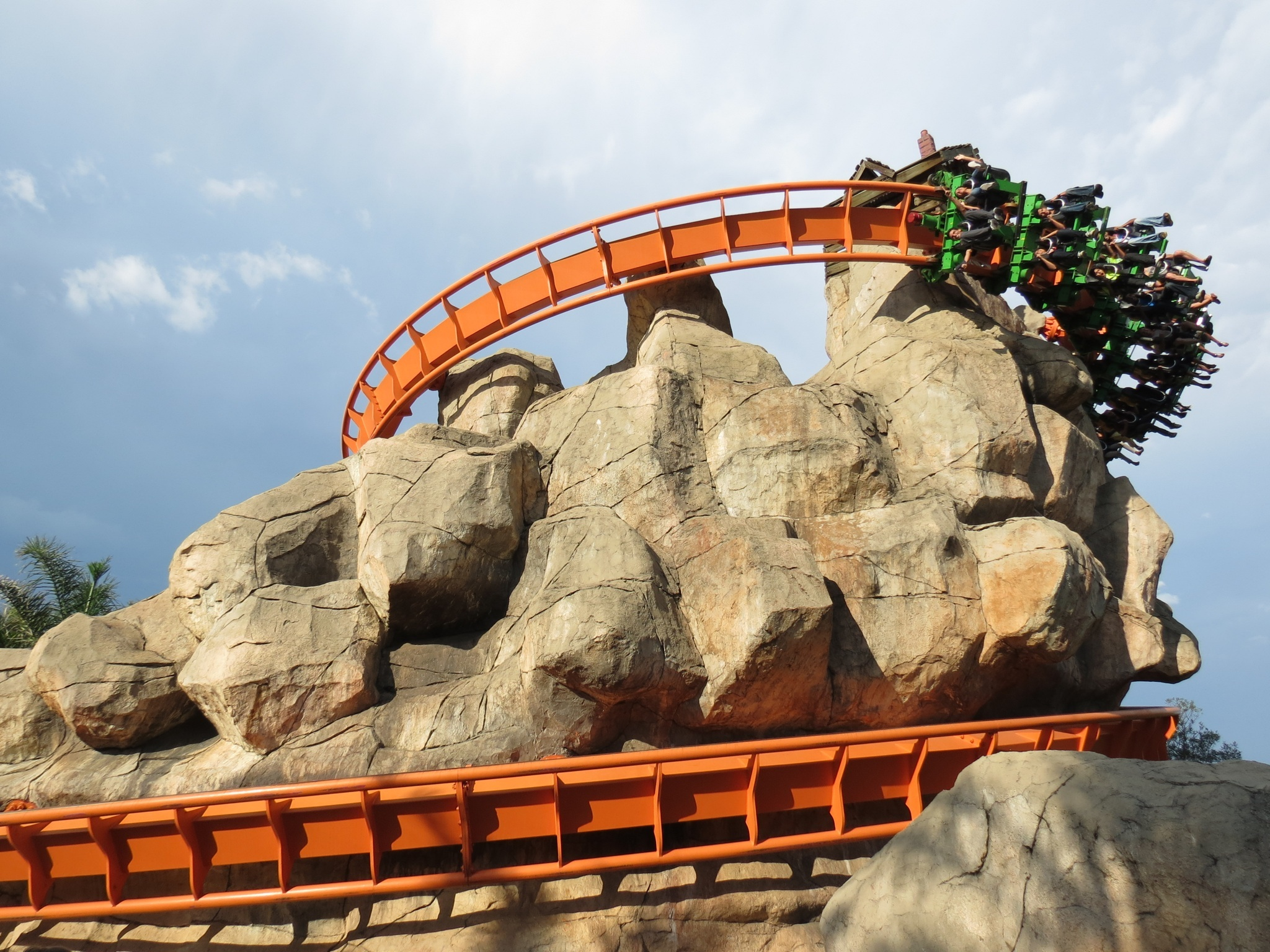
Anaconda
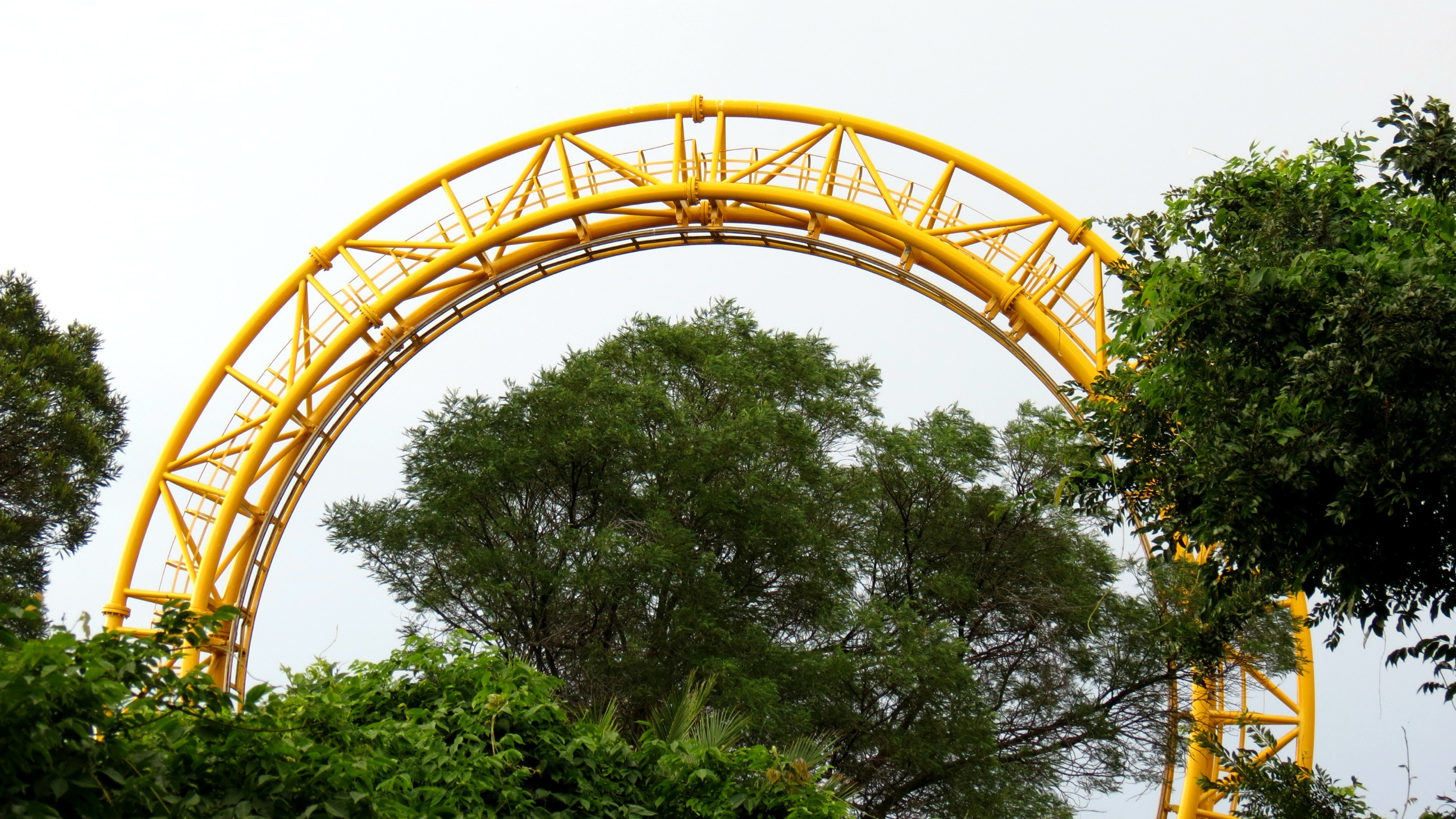
Golden Loop
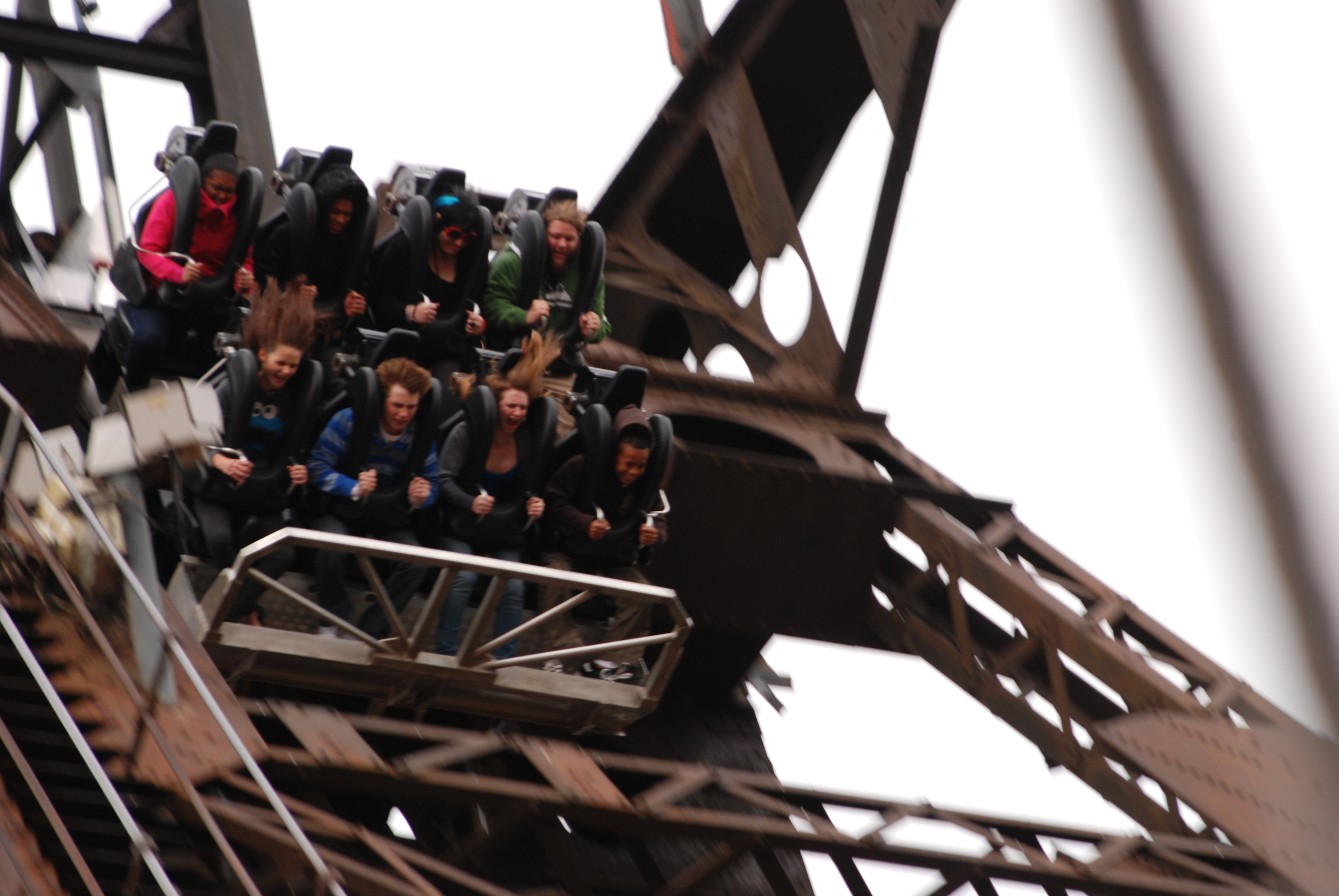
Tower of Terror

### Attractions aquatiques
- Raging River Rapids - Rivière rapide en bouées
- Lazy Boats  - Balade en bateaux
- River Ride - Bûches

### Autres attractions
- 4D Movie theater - Cinéma 4-D
- Co-Co Pan - Bateau à bascule
- Dodgems - Autos tamponneuses
- Giant Wheel - Grande roue
- Miner's revenge - Top Spin
- Old Mill - Breakdance
- UFO Ride - UFO